# 2 Jennifer
Série
To Jennifer
(2013) From Jennifer
(2017)
Pour plus de détails, voir Fiche technique et Distribution.
2 Jennifer est un film d'horreur indépendant américain, sorti en 2016, écrit et réalisé par Hunter Johnson, qui joue également dans le film. Le film est une suite de To Jennifer de James Cullen Bressack et présente Johnson comme un jeune homme déterminé à créer une suite au film de 2013. Le film met également en vedettes David Coupe et Lara Jean Mummert. 

## Synopsis
Spencer veut créer une suite à l’un de ses films d’horreur préférés, To Jennifer, et il espère que cela lancera sa carrière de cinéaste. Il joue l’un des personnages principaux du film et veut trouver la femme parfaite pour servir de personnage principal au film, allant même jusqu’à insister pour n’auditionner que les actrices qui s’appellent Jennifer. Cependant, alors qu’il trouve sa Jennifer parfaite et que le tournage commence, l’emprise de Spencer sur la réalité devient de plus en plus ténue.

## Distribution
- Hunter Johnson : Spencer
- David Coupe : Mack
- Lara Jean Mummert-Sullivan : Jennifer
- Felissa Rose : Jennifer Smith
- Erin Marie Hogan : Jennifer Johnson
- Veronica Ricci : Jennifer Martin
- Jody Barton : Jody[3]
- James Cullen Bressack : James
- Jarrett Furst : Jarrett
- Josh Brown : Josh
- Charles Chudabala : Charlie
- Matt Holbrook : Dennis
- Chrissy Cannone : Susan
- Marv Blauvell : Thumper
- Erin Killean : Jennifer Corby[4]
- Christian Ackerman : fêtard
- Miranda Angers : Miranda
- Hootan Atefyekta : fêtard[5]

## Production
Le film est sorti le 3 juin 2016 aux États-Unis, son pays d’origine. Il a été suivi par From Jennifer (2017).

## Réception critique
Starburst a écrit une critique favorable du film, car ils ont estimé qu’il était « rafraîchissant d’avoir une suite qui fonctionne si bien et qu’il n’est pas essentiel que l’on ait vu l’original. En fin de compte, c’est une balade plus agréable que la première, avec un gain qui a tout son impact. »
En revanche, Dread Central a critiqué 2 Jennifer, déclarant que « Les fans de tabac à priser de sous-sol bon marché mangeront celui-ci, mais pour ce garçon, je préfère garder ma vue sur un terrain plat ... sol solide, stable et non fragile.